# Marcus Nash
Marcus Nash (Tulsa, Oklahoma, 1 de fevereiro de 1976) é um ex-jogador profissional de futebol americano estadunidense que atua como wide receiver e que foi campeão da temporada de 2000 da National Football League jogando pelo Baltimore Ravens.